# Noora (вакцина)
Noora — кандидат на вакцину проти COVID-19, розроблений в Університеті медичних наук Бакіяталла в Ірані.

## Фармакологічні властивості та застосування
Вакцина «Noora» є рекомбінантною білковою субодиничною вакциною, що містить білок шиповидних відростків вірусу SARS-CoV-2. Вакцина «Noora» вводиться триразово внутрішньом'язово в перший, 21-ий та 35-ий день.

## Клінічні дослідження
| Фаза | Реєстраційний номер                                                | Початок        | Кількість учасників | Кількість учасників    | Кількість учасників | Вік учасників | Посилання |
| Фаза | Реєстраційний номер                                                | Початок        | Всього              | Вакцина                | Плацебо             | Вік учасників | Посилання |
| ---- | ------------------------------------------------------------------ | -------------- | ------------------- | ---------------------- | ------------------- | ------------- | --------- |
| I    | IRCT20210620051639N1 [Архівовано 9 жовтня 2021 у Wayback Machine.] | 25 червня 2021 | 70                  | 30 (80 мг) 30 (120 мг) | 10 (плацебо)        | 18-50 років   | [ 3 ]     |